# Entscheidung Nr. 2009/406/EG (Lastenteilungsentscheidung)
Die Entscheidung Nr. 2009/406/EG (Lastenteilungsentscheidung, englisch effort sharing decision) war ein Beschluss der Europäischen Union, der die Mitgliedstaaten verpflichtete, ihre Treibhausgasemissionen in Wirtschaftszweigen, die nicht dem EU-Emissionshandel unterliegen, gegenüber 2005 um insgesamt 10 % bis 2020 zu vermindern. Diese Branchen sollten so einen Beitrag zur Einhaltung der Klimaschutzziele der EU leisten und die hierzu zu tragenden Lasten gleichmäßig auf die Mitgliedstaaten verteilt werden. Die Emissionsminderungen nach dem Lastenteilungsverfahren sind – neben dem Emissionshandel – zweiter wichtiger Pfeiler der EU-Klimaschutzpolitik. Für die Zeit nach 2020 ist die Lastenteilungsverordnung (Verordnung (EU) 2018/842) der neue rechtliche Rahmen des Lastenteilungsverfahrens.
In Rahmen ihres Klima- und Energiepakets 2020 beschloss die Europäische Union im Jahr 2009 unter anderem, ihre Treibhausgasemissionen insgesamt um 20 % gegenüber dem Stand 1990 zu senken (entspricht −14 % gegenüber 2005). Wichtigstes Instrument hierzu sollte der EU-Emissionshandel (EU-ETS) sein. Der Emissionshandel erfasste aber nur einige der Wirtschaftszweige und etwa die Hälfte der Emissionen. Zu den nicht teilnehmenden Branchen gehörten zum Beispiel Verkehr, Immobilienwirtschaft, Dienstleistungen oder die Landwirtschaft. Ökonomische Untersuchungen deuteten darauf hin, dass eine Minderung der Treibhausgasemissionen in diesen Branchen außerhalb des EU-ETS relativ günstiger sein würde als weitere Minderungen in den am ETS beteiligten Branchen. Daher erlegten sich die Mitgliedstaaten der EU Minderungsverpflichtungen für Nicht-ETS-Sektoren auf.
Der Beschluss des Europäischen Parlamentes und des Rates wurde im Mitentscheidungsverfahren am 23. April 2009 gefasst und trat am 25. Juni 2009 in Kraft. Er ergänzte die Burden-Sharing Entscheidung des Rates vom 25. April 2002 (2002/358/EG). Diese hatte die Lastenverteilung der damals 15 EU-Mitgliedstaaten (EU-15) untereinander für den Zeitraum 2008–2012 geregelt. Die Lastenteilungsentscheidung von 2009 betraf die damals den Regelungen des Kyoto-Protokolls unterliegenden Treibhausgase: Kohlenstoffdioxid (CO2), Methan (CH4), Lachgas (N2O), Fluorkohlenwasserstoffe (FKW), perfluorierte Kohlenwasserstoffe (PFCs) und Schwefelhexafluorid (SF6).
| Land                   | Obergrenze |
| ---------------------- | ---------- |
| Belgien                | −15 %      |
| Bulgarien              | 20 %       |
| Tschechische Republik  | 9 %        |
| Dänemark               | −20 %      |
| Deutschland            | −14 %      |
| Estland                | −11 %      |
| Irland                 | −20 %      |
| Griechenland           | −4 %       |
| Spanien                | −10 %      |
| Frankreich             | −14 %      |
| Italien                | −13 %      |
| Zypern                 | −5 %       |
| Lettland               | 17 %       |
| Litauen                | 15 %       |
| Luxemburg              | −20 %      |
| Ungarn                 | 10 %       |
| Malta                  | 5 %        |
| Niederlande            | −16 %      |
| Österreich             | −16 %      |
| Polen                  | 14 %       |
| Portugal               | 1 %        |
| Rumänien               | 19 %       |
| Slowenien              | 4 %        |
| Slowakei               | 13 %       |
| Finnland               | −16 %      |
| Schweden               | −17 %      |
| Vereinigtes Königreich | −16 %      |

Bei der Aufteilung der Emissionsminderungen und der damit verbundenen Kosten auf Sektoren des EU-ETS einerseits und auf solche des Lastenteilungsverfahrens andererseits sowie, innerhalb des Lastenteilungsverfahrens, auf die einzelnen Länder, spielten sowohl Erwägungen der Kosteneffektivität als auch der Fairness eine Rolle. Minimale aggregierte Kosten, d. h. die Emissionen in jedem Land genau so weit zu reduzieren, wie es nicht andernorts zu geringeren Kosten möglich gewesen wäre (Prinzip EU-weit gleicher Grenzvermeidungskosten), hätte ärmeren Staaten – relativ zu ihrem Bruttoinlandsprodukt – verhältnismäßig hohe Lasten auferlegt. Daher wurde zum einen bei der Lastenteilung das Pro-Kopf-Einkommen berücksichtigt, zum anderen wurden im Rahmen des Klima- und Energiepakets 2020 die Einnahmen aus der Versteigerung von Emissionszertifikaten des EU-ETS neu verteilt und differenzierte Ziele für erneuerbare Energien beschlossen.
Die Lastenteilung sah zudem zur Kostenminderung an einigen Stellen Flexibilität vor:
- Staaten konnten, wenn sie ihre Ziele übererfüllten, Mengen an andere Staaten übertragen.
- Sie konnten eine begrenzte Menge internationaler Emissionsgutschriften aus dem Clean Development Mechanism einsetzen.
- Wie die Staaten ihre Minderungsziele erreichten, blieb ihnen überlassen. Als mögliche Maßnahmenbereiche nannte die Kommission: Minderung des Kraftstoffverbrauchs im Verkehr, das Unterstützen von Gebäuderenovierung, Ausbau erneuerbarer Energien zum Heizen und Kühlen oder klimafreundlichere Landwirtschaftspraktiken.

Die Kommission beschloss am 26. März 2013 die Höhe der sogenannten jährlichen Emissionszuweisungen (annual emission allocations, AEAs). Das waren – in etwa linear sinkende – Emissionsmengen, die die einzelnen Mitgliedstaaten zwischen 2013 und 2020 in dem jeweiligen Jahr ausstoßen durften.
Deutschland musste seine Emissionen in den Nicht-EU-ETS-Sektoren zwischen 2005 und 2020 um 14 % mindern, für das Jahr 2013 betrug der zulässige Ausstoß 487,1 Mio. t CO2, für 2020 waren es 437,6 Mio. t CO2. Für Österreich waren die korrespondierenden Werte: eine Minderung um 16 %, maximal 54,0 Mio. t CO2 im Jahr 2013 und 49,6 Mio. t im Jahr 2020. Einige Länder mit besonders niedrigem Pro-Kopf-Einkommen, zum Beispiel Bulgarien oder Rumänien, durften ihre Emissionen bis 2020 noch steigern.
Seit dem Jahr 2013 lagen die vom Lastenteilungsverfahren erfassten Gesamtemissionen jedes Jahr unter der angestrebten Höchstmenge. Im Jahr 2020 waren es −16,3 %. Alle Staaten hatten 2013–2020 ihre Verpflichtungen erfüllt, Deutschland, Irland und Malta allerdings nur durch den Kauf von überschüssigen Emissionszuweisungen (Deutschland 11 Mio. von Bulgarien, Tschechien und Ungarn, Malta 1,4 Mio. von Bulgarien, Irland 4 Mio. von der Slowakei). Neben Klimaschutzmaßnahmen und technischer Innovation hatten auch die Weltwirtschaftskrise ab 2007 und die Corona-Pandemie zur EU-weiten Zielerreichung beigetragen.